# Habitus
L'habitus és un dels conceptes centrals de la teoria sociològica de Pierre Bourdieu. Per habitus es pot entendre «disposicions» o esquemes d'obrar, de pensar i de sentir associats a la classe social. L'habitus fa que persones d'un entorn social homogeni tendeixin a compartir un estil de vida semblant, car els seus recursos, estratègies i formes d'avaluar el món són semblants. Per exemple, en un estudi sobre la fotografia, Bourdieu i els seus col·laboradors varen trobar que els gustos davant el que es considera una foto maca o horrible estan determinats tant pel nivell educatiu de les persones com per la seva ocupació. A la seva obra La distinction. Critique sociale du jugement (1979) estudia els usos culturals de la França dels anys 1970 a partir d'aquesta mena de supòsits.
El concepte d'habitus es remunta a Aristòtil; habitus és la traducció llatina que Boeci dona al concepte aristotèlic de hexis. L'habitus com un terme entre, per una banda, l'acte i la potència i, d'una altra l'exterior i l'interior. És en Bourdieu que l'habitus rep alhora una formulació sistèmica i sociològica. Aquest concepte serveix per superar l'oposició entre «objectivisme» i «subjectivisme». És a dir, si la conducta està principalment determinada pels recursos disponibles, o si l'autonomia a l'hora de decidir què fer és una voluntat totalment lliure, sense restriccions degudes a la posició social. L'habitus podria assenyalar que atesos certs recursos, la forma espontània i lliure d'actuar és més semblant entre persones de la mateixa posició social, car les seves estratègies i les seves expectatives seran més semblants, sense que això sigui un determinisme total.
Per habitus Bourdieu entén el conjunt d'esquemes generatius a partir dels quals els subjectes perceben el món i hi actuen. Aquests esquemes generatius generalment són definits com a «estructures estructurants estructurades»; són socialment estructurades perquè han estat conformats al llarg de la història de cada agent i suposen la incorporació de l'estructura social, del camp concret de relacions socials en què l'agent social s'hi ha conformat com a tal. Però alhora són estructurants perquè són les estructures a partir de les quals es produeixen els pensaments, percepcions i accions de l'agent. Aquesta funció estructuradora se sosté sobre els processos de diferenciació quant a les condicions i necessitats de cada classe: les pràctiques socials derivades de l'habitus mantenen una relació estructural entre elles, en el sentit d'estructures significatives lingüístiques, segons va estudiar Ferdinand de Saussure.
L'habitus s'assimilen mitjançant el cos, mitjançant un procés de familiarització pràctica, que no passa per la consciència. Estan subjectes al temps les persones, tant que han de desenvolupar les seves pràctiques en la urgència temporal. La incorporació inconscient de l'habitus, mitjançant la socialització, suposa l'apropiació pràctica dels esquemes que serveixen per produir les pràctiques adequades a la situació i el fet d''afegir l'interès per participar en diversos camps socials com podrien ser la literatura, música, política, etc.
A cada posició social desigual li corresponen diferents universos d'experiències, àmbits de pràctiques, categories de percepció i apreciació que, al servei de l'habitus de l'individu, seran naturalitzats i considerades qualitats específiques de classe. El gaudi de l'estètic i refinat de l'art en la classe burgesa, per exemple, serà considerat per aquesta com una qualitat personal especial i no com a resultat d'unes possibilitats d'aprenentatge objectiva i històricament desiguals respecte de les classes populars. Així, l'habitus naturalitzaria el fet que l'espectre dels gustos d'elecció de la classe popular, limitada per les seves opcions econòmiques, serà condemnat a la neciesa i modèstia que l'habitus de les classes més poderoses els serveixin com a plat únic en el sistema de preferències socials. D'aquesta forma, cada posició social té el seu propi habitus, és a dir, l'objectivitat de la construcció social que genera habitus s'expressa mitjançant la subjectivitat especial dels diferents estils de vida associats a cada classe social.
L'habitus es posiciona així com una dimensió fonamental de la classe social dels subjectes: és la "classe incorporada". La classe incorporada és el cos, la classe social feta cos. A diferència de la classe objectivada, que és la posició en el sistema de relacions socials segons el volum i el tipus de capital que es posseeix (econòmic, cultural, social o simbòlic), l'habitus és l'aprenentatge i les pràctiques socials que es suren d'aquestes posicions objectives. Aquest habitus de classe serà crucial en la reproducció social, ja que en haver estat generat en unes determinades condicions socials, i manifestat de manera corporal, inconscient, els esquemes i distincions del qual és producte, actua aportant així a reproduir-les mitjançant la seva constant i contínua actualització. Això es pot observar en les fronteres de l'habitus, que és una de les seves dimensions crítiques: les hipòtesis i impossibilitats, ja que amb l'habitus un s'exclou del que està exclòs.

## La teoria de la reproducció de Bourdieu i Passeron
La teoria de la reproducció de Bourdieu i Passeron fa referència al paper que juga l'educació com a reproductora de la cultura, l'estructura social i l'econòmica a través d'estratègies de classe. En l'anàlisi que aquests autors van realitzar sobre la societat a França, es detecten tres estratègies de classe diferents relacionades amb l'educació: el que es considera "nova classe mitjana", centra els seus esforços en invertir en cultura per tal d'intentar millorar el seu status o posició dins la societat. La elit cultural vol conservar el seu lloc de privilegi dins de la societat. Per altra banda, la classe dominant pel que fa l'àmbit econòmic, vol invertir part del seu capital, en cultura, aconseguint així, títols acadèmics de prestigi per tal d'intentar mantenir la seva posició i status social.
Amb tot això, Bourdieu vol dir que el sistema educatiu reprodueix desigualtats, transformant les diferencies i aptituds socials dels individus. D'aquesta manera també s'interessa per entendre si en el pas de les persones pel sistema educatiu, només importa el mèrit i l'esforç, o pel contrari existeixen elements de l'origen social que dificulten l'èxit en la trajectòria escolar.

## Habitus institucional
El concepte d'habitus institucional es va introduir per primer cop per Patricia McDonough denominat habitus organitzatiu i més endavant desenvolupat per Reay amb el nom específic d'habitus institucional. Els seus autors ho defineixen de tal forma que es refereix al grup de predisposicions, formes de percepció i expectatives donades per descomptat sobre l'organització base dels centres educatius. Diamond diu que l'habitus institucional és «com un corrent que guia les expectatives del professorat cap a una direcció particular». El concepte, per tant, té dos objectius clars. En primer lloc, implica anar més enllà de les percepcions i accions del professorat, introduint un estudi de la cultura escolar des d'una perspectiva col·lectiva. En segon lloc, implica anar més enllà de les pràctiques organitzades als centres.
En principi, i pel que fa a la dimensió col·lectiva de l'habitus institucional, aquest ve referenciat a l'impacte sobre el comportament individual, que genera un grup cultural o classe social, i a com aquest està mediat a través d'una organització. Des d'aquest punt de vista, les disposicions individuals —en aquest cas del professorat—, estan mediades per les pràctiques organitzatives d'una organització donada.
El professorat a nivell individual pot tenir, i de fet té, les seves pròpies preocupacions i concepcions, tant ideològiques com pràctiques, sobre nombrosos aspectes socials i educatius que afecten la seva pràctica quotidiana. Aquestes concepcions, estan influenciades, i fins i tot constretes per la institució concreta en la qual duu a terme el seu treball. El professorat no actua sol ni de forma independent al seu context de referència; al contrari, està imbricat en contextos institucionals específics que, de forma inevitable, l'afecten i condicionen. L'habitus institucional, per tant, de la mateixa manera que l'habitus individual, implica una combinació d'agència i estructura, de institucions i professorat. Es constitueix a partir de disposicions individuals però va més enllà d'aquestes; es reinventa i negocia en les pràctiques quotidianes dels centres educatius. En definitiva, tal com assenyalen Burke, el terme d'habitus institucional «pretén teoritzar les practiques col·lectives de grups d'individus, en lloc de les pràctiques individuals per si mateixes». D'aquesta manera, permet fins i tot reforçar la noció d'habitus individual, «en considerar la seva relació no només amb el camp social sinó també la interconnexió que existeix entre diferents habitus dins de camps constituïts per pràctiques col·lectives». Així doncs, no es tractaria d'homogeneïtzar a tot el cos docent, tal com suggereix Atkinson, sinó de reconèixer que el context institucional mitjana les pràctiques i les percepcions del professorat a nivell individual; de subratllar els elements compartits que defineixen la cultura escolar; de presentar atenció, en definitiva, a les pràctiques col·lectives de múltiples individus en un camp particular. Tal com afirmen Di Maggio i Powell, «el concepte d'habitus ofereix una eina poderosa per a vincular els processos macro i micro en la teoria de les organitzacions». D'aquesta manera, tampoc hauríem d'entendre l'habitus institucional com si es tractés d'un ens unificat, coherent o inamovible, en els termes que suggereix Lahire. Poden donar-se, ambivalències i contradiccions internes als habitus institucionals (de la mateixa manera que es donen per als habitus individuals); poden emergir disposicions múltiples dins del mateix habitus institucional; els habitus institucionals poden, transformar-se, modificar-se i adaptar-se sobre la base de pressions, conflictes o petites modificacions tant externes com internes al camp escolar.
Per acabar i pel que fa als aspectes expressius i culturals, els treballs realitzats al Regne Unit per Reay posen de manifest que més enllà de què fan els centres és imprescindible atendre a per què i com ho fan. Aleshores, no es tracta d'observar només si s'organitzen de l'un o l'altre forma, si apliquen els uns o els altres mètodes, sinó sobretot de trobar ela fonaments i les lògiques, que s'oculten sota l'aplicació d'aquests; les micro dinàmiques  a partir de les quals es concreten i configuren en diferents centres educatius. Per tant, els seus estudis per al cas de l'educació superior posen de manifest l'efecte que exerceixen elements institucionals tals com els biaixos culturals, els prejudicis, els tipus de consells i orientació o elements propis del currículum ocult de cada institució sobre les opcions d'èxit d'estudiants de classe cultural i socioeconòmica diferent. Des del punt de vista de les autores de la tesi, una variable determinant per estudiar la dimensió expressiva-cultural de l'habitus institucional són les expectatives del professorat i, particularment, la idea de responsabilitat dels docents davant de l'èxit i fracàs del seu alumnat o, en paraules de Van Houtte, la cultura d'aprenentatge dels centres educatius.